# Ken Marino
Kenneth Joseph Marino (nacido el 19 de diciembre de 1968) es un actor, comediante, director y guionista estadounidense. Fue miembro del elenco de The State de MTV y ha protagonizado programas como Party Down, Marry Me, Burning Love, Brooklyn Nine-Nine y Childrens Hospital.

## Primeros años
Marino nació en Long Island, New York, en una familia italoestadounidense. Estudió en el Instituto Lee Strasberg y Tisch School of the Arts en la Universidad de Nueva York.

## Vida personal
Marino está casado con la guionista Erica Oyama. Tienen un hijo, Riley Ken'ichi Marino y una hija, Ruby.

## Filmografía

### Series
2025 Netflix. Serie "la residencia ".
| Año       | Título             | Función               | notas        |
| --------- | ------------------ | --------------------- | ------------ |
| 2013-2021 | Brooklyn Nine Nine | Jason Stentley "C.J"  | 5 Capítulos  |
| 2019-2023 | The Other Two      | Streeter Peter Peters | 30 Capítulos |

### Películas
| Año  | Título                                                 | Función                     | Notas                        |
| ---- | ------------------------------------------------------ | --------------------------- | ---------------------------- |
| 1997 | Gattaca                                                | Sequencing Técnico          |                              |
| 1999 | Love Happens                                           | Mike Parker                 |                              |
| 1999 | Carlo es Despierta                                     | Antonio Torello             |                              |
| 2000 | 101 Ways (The Things a Girl Will Do to Keep Her Volvo) | Agente Russotelli           |                              |
| 2001 | Wet Hot American Summer                                | Victor Pulak                |                              |
| 2001 | Tortilla Soup                                          | Jeff                        |                              |
| 2001 | Joe Somebody                                           | Rick Raglow                 |                              |
| 2005 | The Baxter                                             | Jack Mecánico               |                              |
| 2005 | Hoodwinked!                                            | Raccoon Jerry (voz)         |                              |
| 2005 | Love for Rent                                          | Dr. Neil Gardner            |                              |
| 2006 | Duncan Removed                                         | Ben                         | Cortometraje                 |
| 2006 | Diggers                                                | Lozo                        | También productor y escritor |
| 2007 | The Ten                                                | Dr. Glenn Richie            | También productor y escritor |
| 2007 | Reno 911!: Miami                                       | Artista de Tatuaje sordo    |                              |
| 2008 | Role Models                                            | Jim Stansel                 | También escritor             |
| 2009 | The Antagonist                                         | Anfitrión de partido        | Cortometraje                 |
| 2010 | Jeffie Was Here                                        | Roger                       |                              |
| 2012 | Wanderlust                                             | Rick Gergenblatt            | También productor y escritor |
| 2012 | Struck by lightning                                    | Dr. Wealer                  |                              |
| 2012 | For a Good Time, Call...                               | Harold                      |                              |
| 2013 | In a World...                                          | Gustav Warner               |                              |
| 2013 | Bad Milo!                                              | Duncan                      |                              |
| 2013 | We're the Millers                                      | Todd                        |                              |
| 2014 | They Came Together                                     | Tommy                       |                              |
| 2014 | Veronica Mars                                          | Vinnie van Lowe             |                              |
| 2015 | Goosebumps                                             | Entrenador Carr             |                              |
| 2016 | Masterminds                                            | Doug                        |                              |
| 2016 | The Late Bloomer                                       | Dr. Hanson                  |                              |
| 2017 | How to Be a Latin Lover                                | Director                    |                              |
| 2017 | The Babysitter                                         | Señor Johnson               |                              |
| 2018 | Dog Days                                               | Correo-producción; director |                              |
| 2018 | American Woman                                         | Correo-producción           |                              |
| 2020 | The Babysitter: Killer Queen                           | Señor Johnson               |                              |
| 2023 | Candy Cane Lane                                        | Bruce                       |                              |